# Lena Adelsohn Liljeroth
Lena Elisabeth Adelsohn Liljeroth, née le 24 novembre 1955 à Stockholm, est une femme politique suédoise, membre des Modérés (M) et ministre de la Culture et des Sports entre 2006 et 2014.

## Biographie
Après avoir étudié la science politique et la sociologie à l'université de Stockholm, elle y obtient un diplôme de journalisme en 1980. Elle exerce dans ce métier pendant quatre ans, puis devient consultante. Élue au conseil municipal de la capitale suédoise en 1998, puis députée au Riksdag en 2002, elle est nommée, le 24 octobre 2006, ministre de la Culture, à la suite de la démission de Cecilia Stegö Chilò, dix-huit jours à peine après sa prise de fonction. Elle est reconduite, le 5 octobre 2010, avec le titre de ministre de la Culture et des Sports.